# Mark-Paul Gosselaar
Mark-Paul Harry Gosselaar (Panorama City, Los Angeles, 1 maart 1974) is een Amerikaans-Nederlandse acteur.

## Biografie
Zijn vader is Nederlands en zijn moeder Indisch-Nederlands. Hij is de jongste van vier kinderen en de enige die niet in Nederland is geboren. Hij sprak tot op zeker moment vloeiend Nederlands.
Oorspronkelijk wilde Gosselaar architect worden maar in plaats daarvan belandde hij in het acteervak. Toen hij nog maar tien jaar oud was had hij enkele gastrolletjes in Charles in Charge, Punky Brewster en Highway to Heaven voordat hij audities deed voor de mini-budgetserie Saved by the Bell. Hierin kreeg hij op zijn vijftiende de rol van Zachary 'Zack' Morris en werd al spoedig een idool.
Hij was van 1996 tot 2010 getrouwd met Lisa Ann Russell die hij ontmoette tijdens de opnames van Saved by the Bell: The College Years (1993). Hij woonde met haar samen in Los Angeles. Samen kregen ze een zoon en een dochter. In 2011 werd bekend dat hij verloofd was met Catriona McGinn. Ze trouwden op 28 juli 2012. Samen hebben ze eveneens een zoon en een dochter.

## Filmografie

### Televisieseries
- Good Morning, Miss Bliss (1988)
- Saved by the Bell (1989-1993)
- Brains and Brawn (1992-1993)
- Saved by the Bell: The College Years (1993-1994)
- Hyperion Bay (1998-1999)
- D.C. (2000)
- NYPD Blue (2001)
- Franklin & Bash (2011)
- CSI: Crime Scene Investigation (2014/2015)
- Truth Be Told (2015)
- Pitch (2016)
- The Passage (2019)
- Saved by the Bell (2020-2021)

### Films
- Necessary Parties (1988)
- Saved By the Bell: Hawaiian Style (1992)
- White Wolves: A Cry in the Wild II (1993)
- The St. Tammany Miracle (1994)
- Saved by the Bell: Wedding in Las Vegas (1994)
- For the Love of Nancy (1994)
- Twisted Love (1995)
- Sticks and Stones (1996)
- Specimen (1996)
- She Cried No (1996)
- Brother of the Frontier (1996)
- Kounterfeit (1996)
- Dying to Belong (1997)
- Born in Exile (1997)
- Dead Man on Campus (1998)
- The Princess and the Marine (2001)
- Beer Money (2001)
- Alikes (2001)
- Atomic Twister (2002)
- 12 Dates Of Christmas (2011)
- Precious Cargo (2016)
- Pitch (2016)